# Schismatrix
Schismatrix este un roman științifico-fantastic de Bruce Sterling. A fost publicat prima dată în 1985 de către editura Arbor House. Romanul este considerat unul dintre cele mai vechi și importante lucrări scrise în genul cyberpunk. A fost nominalizat la premiul Nebula pentru cel mai bun roman.

## Istoria
Acțiunea romanului se desfășoară în aceeași lume ca și acțiunea mai multor romane anterioare a lui Stirling. Această așa-numită „Schismatrix” este o lume a viitorului apropiat (romanul acoperă perioada anilor 2215–2386), în care majoritatea omenirii trăiește departe de Pământ, mai ales pe asteroizi sau orașe orbitale (fiecare dintre acestea fiind o republică independentă). Contactul cu Terra este strict interzis (în roman, această interdicție este numită „Interdict”), populația Pământului a scăzut semnificativ și a refuzat să folosească orice tehnologie modernă.
Partea cea mai progresivă a omenirii a fost împărțită (de unde și numele lumii, Schismatrix) în două grupuri: „formatorii” (Shapers) și „mecanicii” (Mechanists). Și unii și alții încearcă să îmbunătățească corpul uman; formatorii utilizează pentru aceasta inginerie genetică, pe când „mecanicii” născocesc diferite utilități prin care se transformă în cyborgi (ca de exemplu homar-ii [rasă post-umană de „mecanici”], adaptați la viața în vid). Durata vieții omenești a crescut semnificativ ca urmare a tehnologiilor de întinerire, astfel încât într-o lume în continuă schimbare oamenii trăiesc mai mult decât un stat ori o ideologie (un exemplu este viața protagonistului).
„Formatorii” și „mecancii” intră în conflict unii cu alții, uneori ajungându-se la un război deschis. Odată cu apariția în sistemul solar, a extratereștrilor-reptile numiți „investitori” (The Investors), pentru o perioadă, se proclamă pace. Autorul a descris un număr suficient de mare de ideologii, în opoziție față de Schismatrix (paralel ideologiilor „formatorilor” și „mecanicilor”, există: prezervaționiștii, serotoniști-zen, postumaniștii și așa mai departe).

## Legături externe
- Schismatrix la Worlds Without End